# Camilla Nilsson
Camilla Margareta Nilsson-Bengtsson, švedska alpska smučarka, * 3. avgust 1967, Östersund.
Nastopila je na Olimpijskih igrah 1988, kjer je odstopila v veleslalomu in slalomu. V edinem nastopu na svetovnih prvenstvih je leta 1987 osvojila osmo mesto v veleslalomu. V svetovnem pokalu je tekmovala šest sezon med letoma 1985 in 1990 ter dosegla eno zmago na Zlati lisici in še eno uvrstitev na stopničke, obe v slalomu. V skupnem seštevku svetovnega pokala je bila najvišje na osemnajstem mestu leta 1987, ko je bila tudi osma v slalomskem seštevku.